# Броніус Дайліде
Броніус Едмундас Дайліде (лит. Bronius Edmundas Dailidė; 10 грудня 1892, Тарпучяй II, Сінтаутайська гміна, Сувальська губернія — 20 жовтня 1981, Чикаго, США) — литовський громадський та політичний діяч, дипломат.

## Життєпис

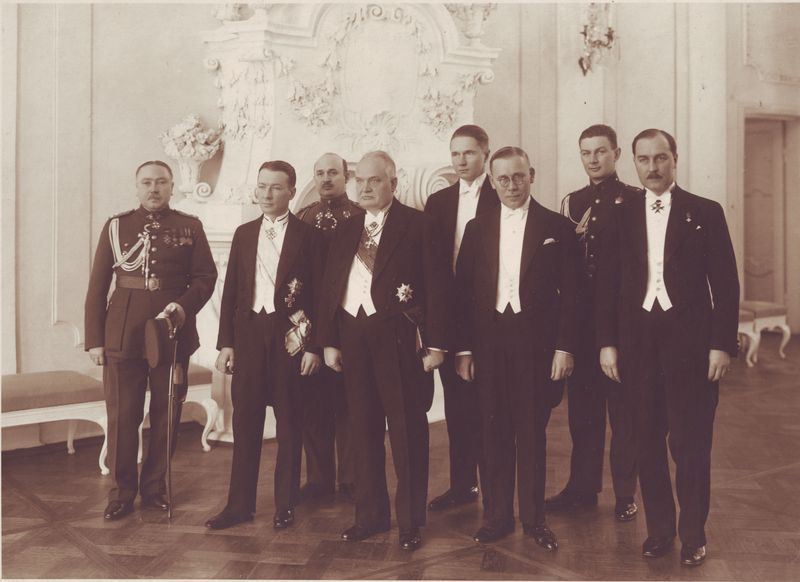
Броніус Дайліде (другий ліворуч) вручає вірчі грамоти президенту Естонії Пятсу. Таллінн, 1934 рік.

Броніус Дайліде народився 10 грудня 1892 року в селі Тарпучяй II на Сувальщині, яка тоді контролювалася Російською імперією. У 1917 році викладав у Петроградській литовській гімназії. У 1918 році він закінчив історико-філологічний факультет Петроградського університету.

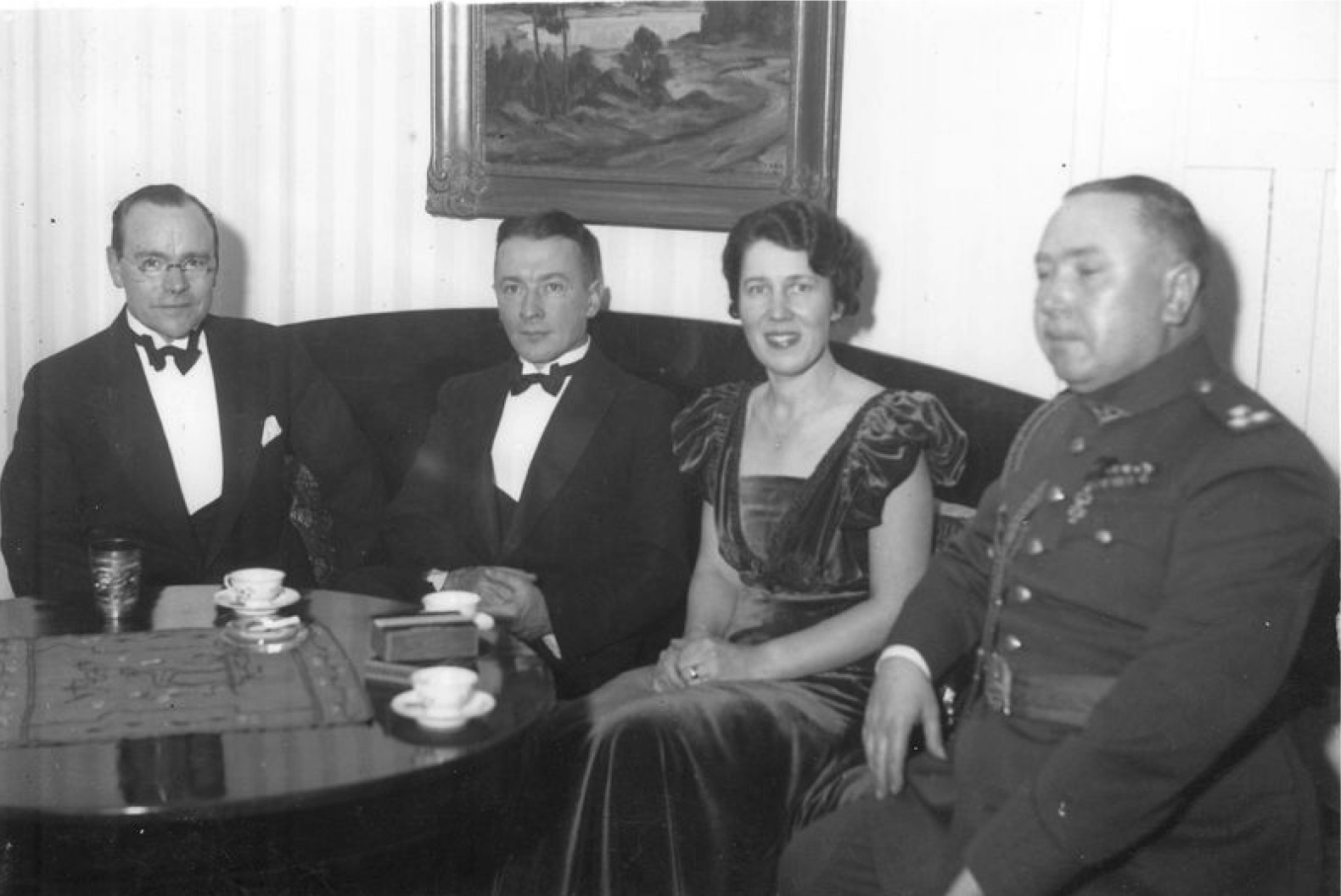
Дайліде (другий ліворуч) з дружиною і військовим аташе Литви на прийомі у міністра закордонних справ Естонії.

З 1918 року Броніус Едмундас почав викладати у Литовській гімназії та вчительській семінарії. Після здобуття Литвою незалежності він повернувся на батьківщину, і з 1919 по 1921 рік працював в Міністерстві освіти Литовської Республіки. У 1921—1923 роках — Директор департаменту Європейського центру Міністерства закордонних справ Литви. З 1923 по 1928 рік — Голова кабінету міністрів. У 1928—1933 роках — Надзвичайний і Повноважний Посол Литви в Латвії, і одночасно, у 1929—1930 роках — Швеції. У 1933—1940 роках — посол в Естонії, і одночасно, з 1934 року у Фінляндії.
Після окупації Литви Радянським Союзом у 1940 році Броніус Дайліде емігрував до США. Проживав у Чикаго, де і помер 20 жовтня 1981 року.